# Orhovîci, Sambir
Orhovîci (în ucraineană Орховичі) este un sat în comuna Nîklovîci din raionul Sambir, regiunea Liov, Ucraina.

## Demografie
Componența lingvistică a localității Orhovîci
     Ucraineană (100%)
Conform recensământului din 2001, toată populația localității Orhovîci era vorbitoare de ucraineană (100%).